# 聖米格爾杜瓜波雷
11°41′37″S 62°42′41″W / 11.69361°S 62.71139°W
聖米格爾杜瓜波雷（葡萄牙語：São Miguel do Guaporé），是巴西的城鎮，位於該國西北部，由朗多尼亞州負責管轄，始建於1988年7月6日，面積8,008平方公里，海拔高度205米，2010年人口21,828，人口密度每平方公里2.73人。